# Vielverge
Vielverge est une commune française située dans le canton d'Auxonne du département de la Côte-d'Or, en région Bourgogne-Franche-Comté.

## Géographie

### Climat
Pour des articles plus généraux, voir Climat de la Bourgogne-Franche-Comté et Climat de la Côte-d'Or.
En 2010, le climat de la commune est de type climat des marges montargnardes, selon une étude du Centre national de la recherche scientifique s'appuyant sur une série de données couvrant la période 1971-2000. En 2020, Météo-France publie une typologie des climats de la France métropolitaine dans laquelle la commune est exposée à un climat semi-continental et est dans la région climatique  Bourgogne, vallée de la Saône, caractérisée par un bon ensoleillement (1 900 h/an), un été chaud (18,5 °C), un air sec au printemps et en été et des vents faibles. 
Pour la période 1971-2000, la température annuelle moyenne est de 10,4 °C, avec une amplitude thermique annuelle de 17,6 °C. Le cumul annuel moyen de précipitations est de 896 mm, avec 11,8 jours de précipitations en janvier et 8,2 jours en juillet. Pour la période 1991-2020, la température moyenne annuelle observée sur la station météorologique de Météo-France la plus proche, « Dole », sur la commune de Dole à 20 km à vol d'oiseau, est de 11,6 °C et le cumul annuel moyen de précipitations est de 1 023,0 mm,. Pour l'avenir, les paramètres climatiques de la commune estimés pour 2050 selon différents scénarios d'émission de gaz à effet de serre sont consultables sur un site dédié publié par Météo-France en novembre 2022.

## Urbanisme

### Typologie
Au 1er janvier 2024, Vielverge est catégorisée commune rurale à habitat dispersé, selon la nouvelle grille communale de densité à 7 niveaux définie par l'Insee en 2022.
Elle est située hors unité urbaine. Par ailleurs la commune fait partie de l'aire d'attraction de Dijon, dont elle est une commune de la couronne,. Cette aire, qui regroupe 333 communes, est catégorisée dans les aires de 200 000 à moins de 700 000 habitants,.

### Occupation des sols
L'occupation des sols de la commune, telle qu'elle ressort de la base de données européenne d’occupation biophysique des sols Corine Land Cover (CLC), est marquée par l'importance des forêts et milieux semi-naturels (51,1 % en 2018), en augmentation par rapport à 1990 (50,1 %). La répartition détaillée en 2018 est la suivante : forêts (47,7 %), prairies (24 %), terres arables (12,2 %), zones agricoles hétérogènes (9 %), zones urbanisées (3,8 %), milieux à végétation arbustive et/ou herbacée (3,4 %). L'évolution de l’occupation des sols de la commune et de ses infrastructures peut être observée sur les différentes représentations cartographiques du territoire : la carte de Cassini (XVIIIe siècle), la carte d'état-major (1820-1866) et les cartes ou photos aériennes de l'IGN pour la période actuelle (1950 à aujourd'hui).

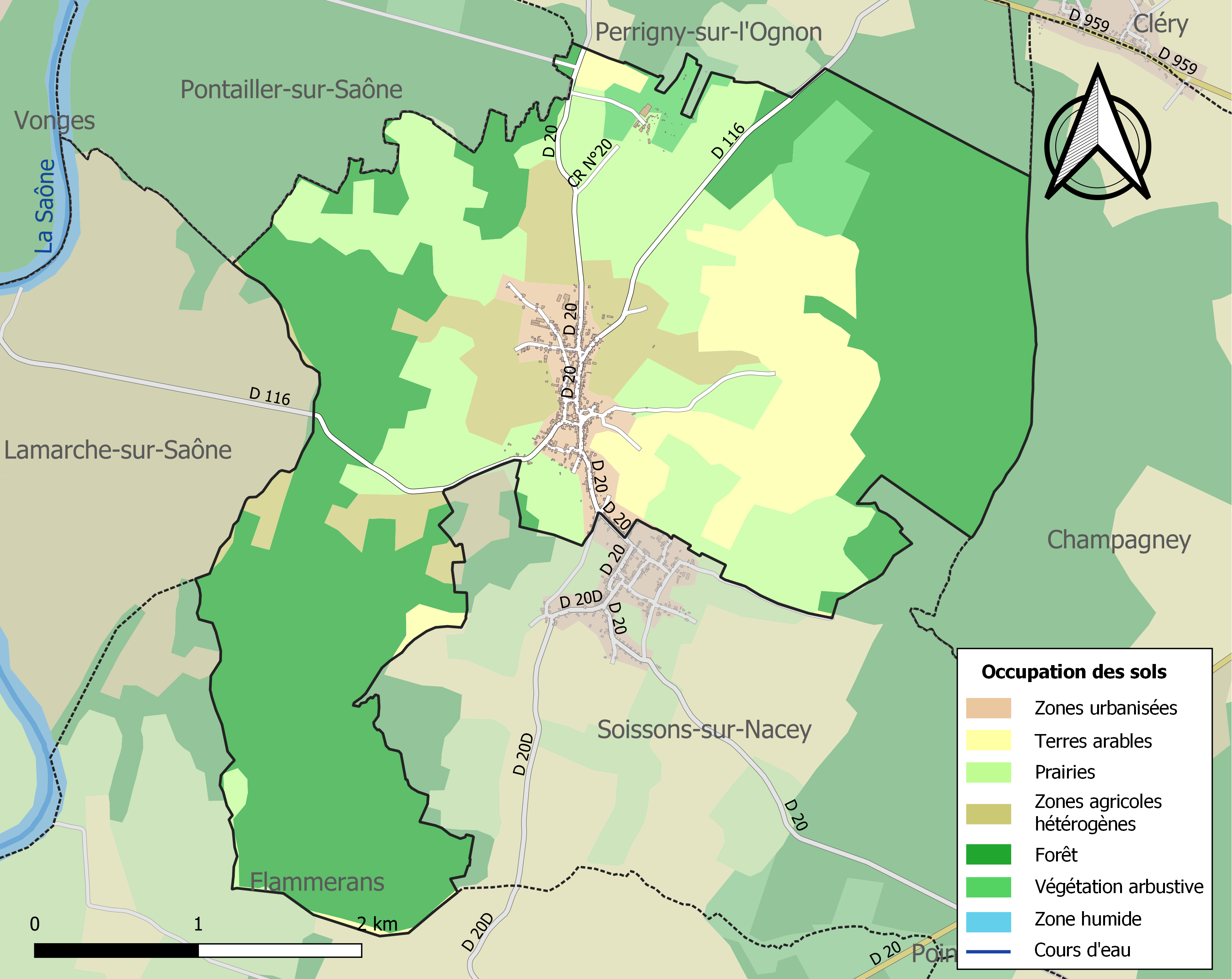
Carte des infrastructures et de l'occupation des sols de la commune en 2018 (CLC).

## Histoire

### Toponymie
En 1789, Vielverge dépendait de la Province de Bourgogne, bailliage d'Auxonne. Son église, sous le vocable de Saint-Maurice, était du diocèse de Besançon, doyenné de Gray, et succursale de celle de Varennes (sic), d'après Dunod, ou siège d'une cure à la présentation du chapitre de la Madeleine de Besançon, d'après Courtepée.
Évolution au cours de l'histoire :
- Vielz Verges, 1239
- Veteres Virgae, 1243
- Viez Verges, vers 1250
- Vié Verges, 1302
- Vielz Verges, 1316
- Vierverges, 1370-1371
- Viez Vorges, 1376
- Viesverges, 1424
- Vilverges, 1673
- Villeverge, 1750
- Vielverge, 1759
- Vielverge, dit les Varennes, XVIIIe siècle
- Viel-Verge ou les Varennes, 1783

## Politique et administration
| Période                                  | Période        | Identité                 | Étiquette | Qualité                      |
| ---------------------------------------- | -------------- | ------------------------ | --------- | ---------------------------- |
| novembre 1803                            | mai 1805       | M. Philippe OUDOT        |           |                              |
| mai 1805                                 | avril 1812     | M. Maurice THEVENARD     |           |                              |
| mai 1812                                 | août 1815      | M. Jacques FAUVERNEY     |           |                              |
| septembre 1815                           | avril 1816     | M. Pierre GARNIER        |           |                              |
| avril 1816                               | février 1818   | M. François BILLOT       |           |                              |
| février 1818                             | août 1830      | M. François LACOSTE      |           |                              |
| août 1830                                | novembre 1836  | M. Claude PONSOT         |           |                              |
| décembre 1836                            | février 1848   | M. Pierre GARNIER        |           |                              |
| mars 1848                                | juin 1849      | M. Claude PONSOT         |           |                              |
| juillet 1849                             | août 1865      | M. Claude FAUVERNEY      |           |                              |
| septembre 1865                           | août 1870      | M. Jean-Baptiste ROYER   |           |                              |
| septembre 1870                           | juin 1872      | M. Jean DEGAND           |           |                              |
| juillet 1872                             | octobre 1876   | M. Pierre FAUVERNEY      |           |                              |
| novembre 1876                            | janvier 1878   | M. Jean-Baptiste PONSOT  |           |                              |
| janvier 1878                             | janvier 1881   | M. Jean-Baptiste MOREAU  |           |                              |
| janvier 1881                             | novembre 1882  | M. Pierre FAUVERNEY      |           |                              |
| décembre 1882                            | mai 1884       | M. Pierre THEVENARD      |           |                              |
| mai 1884                                 | août 1885      | M. Jean-Baptiste MOREAU  |           | décédé en fonction           |
| septembre 1885                           | janvier 1893   | M. Jean-Baptiste GARNIER |           | décédé en fonction           |
| mars 1893                                | mai 1896       | M. Pierre GARNIER        |           |                              |
| mai 1896                                 | mai 1912       | M. Claude BONVALOT       |           |                              |
| mai 1912                                 | décembre 1919  | M. Jean-Baptiste MARIE   |           |                              |
| décembre 1919                            | mai 1925       | M. Pierre Eugène OUDOT   |           |                              |
| mai 1925                                 | mai 1929       | M. Emile François OUDOT  |           |                              |
| mai 1929                                 | septembre 1933 | M. Marcel Louis FAIVRE   |           |                              |
| septembre 1933                           | mai 1941       | M. Henri ATHIAS          |           |                              |
| mai 1941                                 | juin 1942      | M. Eugène Emile DELOGE   |           |                              |
| juin 1942                                | octobre 1944   | M. Jean-Baptiste SOMMET  |           |                              |
| Octobre 1944                             | octobre 1947   | M. Henri ATHIAS          |           |                              |
| octobre 1947                             | mars 1959      | Mme Anne-Marie FAIVRE    |           | 1re femme maire de Vielverge |
| mars 1959                                | février 1968   | M. Georges ROBERT        |           |                              |
| février 1968                             | mars 1971      | M. Paul MIGNEROT         |           |                              |
| mars 1971                                | août 1983      | M. Raymond LEMOINE       |           | décédé en fonction           |
| septembre 1983                           | mars 1989      | M. Jean-Marie REMOND     |           |                              |
| mars 1989                                | janvier 1991   | M. Jean-Jacques SOMMET   |           | Employé du Trésor Public     |
| janvier 1991                             | juin 1995      | M. Jean-Marie REMOND     | DVD       |                              |
| juin 1995                                | mars 2001      | M. Jean-Jacques SOMMET   |           |                              |
| mars 2001                                | juillet 2004   | M. Robert COLLOT         |           | Exploitant agricole          |
| juillet 2004                             | 21 mars 2008   | M. Arnaud KRUGER         |           |                              |
| 21 mars 2008                             | 30 mars 2014   | M. Alain CHARLET         | UMP-LR    |                              |
| 30 mars 2014                             | 25 mai 2020    | M. Jean-Claude ROUX      | SE        | Retraité Fonction publique   |
| 25 mai 2020                              | en cours       | Mme Évelyne SOMMET       |           | Professeur agrégé d'économie |
| Les données manquantes sont à compléter. |                |                          |           |                              |

## Démographie
L'évolution du nombre d'habitants est connue à travers les recensements de la population effectués dans la commune depuis 1793. Pour les communes de moins de 10 000 habitants, une enquête de recensement portant sur toute la population est réalisée tous les cinq ans, les populations de référence des années intermédiaires étant quant à elles estimées par interpolation ou extrapolation. Pour la commune, le premier recensement exhaustif entrant dans le cadre du nouveau dispositif a été réalisé en 2008.

En 2022, la commune comptait 499 habitants, en évolution de +2,04 % par rapport à 2016 (Côte-d'Or : +0,82 %, France hors Mayotte : +2,11 %).
| 1793  | 1800  | 1806 | 1821 | 1836  | 1841  | 1846  | 1851 | 1856 |
| ----- | ----- | ---- | ---- | ----- | ----- | ----- | ---- | ---- |
| 1 001 | 1 009 | 985  | 985  | 1 008 | 1 012 | 1 003 | 989  | 948  |

| 1861 | 1866 | 1872 | 1876 | 1881 | 1886 | 1891 | 1896 | 1901 |
| ---- | ---- | ---- | ---- | ---- | ---- | ---- | ---- | ---- |
| 938  | 950  | 952  | 903  | 855  | 801  | 770  | 726  | 710  |

| 1906 | 1911 | 1921 | 1926 | 1931 | 1936 | 1946 | 1954 | 1962 |
| ---- | ---- | ---- | ---- | ---- | ---- | ---- | ---- | ---- |
| 695  | 661  | 562  | 537  | 528  | 491  | 470  | 492  | 454  |

| 1968 | 1975 | 1982 | 1990 | 1999 | 2006 | 2008 | 2013 | 2018 |
| ---- | ---- | ---- | ---- | ---- | ---- | ---- | ---- | ---- |
| 484  | 504  | 452  | 443  | 459  | 486  | 494  | 489  | 502  |

| 2022 | - | - | - | - | - | - | - | - |
| ---- | - | - | - | - | - | - | - | - |
| 499  | - | - | - | - | - | - | - | - |

Force est de constater que la population a chuté de plus de la moitié depuis 170 ans, notamment au XIXe siècle où Vielverge n'a pas été épargnée par l'exode rural.

## Lieux et monuments
- Oratoire du XVIIIe siècle, sur la route de Pontailler.
- Oratoire du XVIIIe siècle, situé chemin de Coudraye. Il est situé au bord d'un passage qui autrefois reliait Soissons-sur-Nacey (alors dépendance) à Vielverge.
- Église Saint-Maurice, XVIIIe siècle. Le maître-autel (avec son gradin et son tabernacle), les boiseries du chœur, les confessionnaux et la chaire à prêcher sont classés au titre des monuments historiques[17],[18].
- De nombreux lieux-dits : Champabey, la Chaux, la Cote, les Quatre-Chênes, le T ... en direction des Bois d'Amont ; le pont Quatre Trous, le pont d'Arcole, le pont des Renouilles ... en direction des Bois d'Avaux.

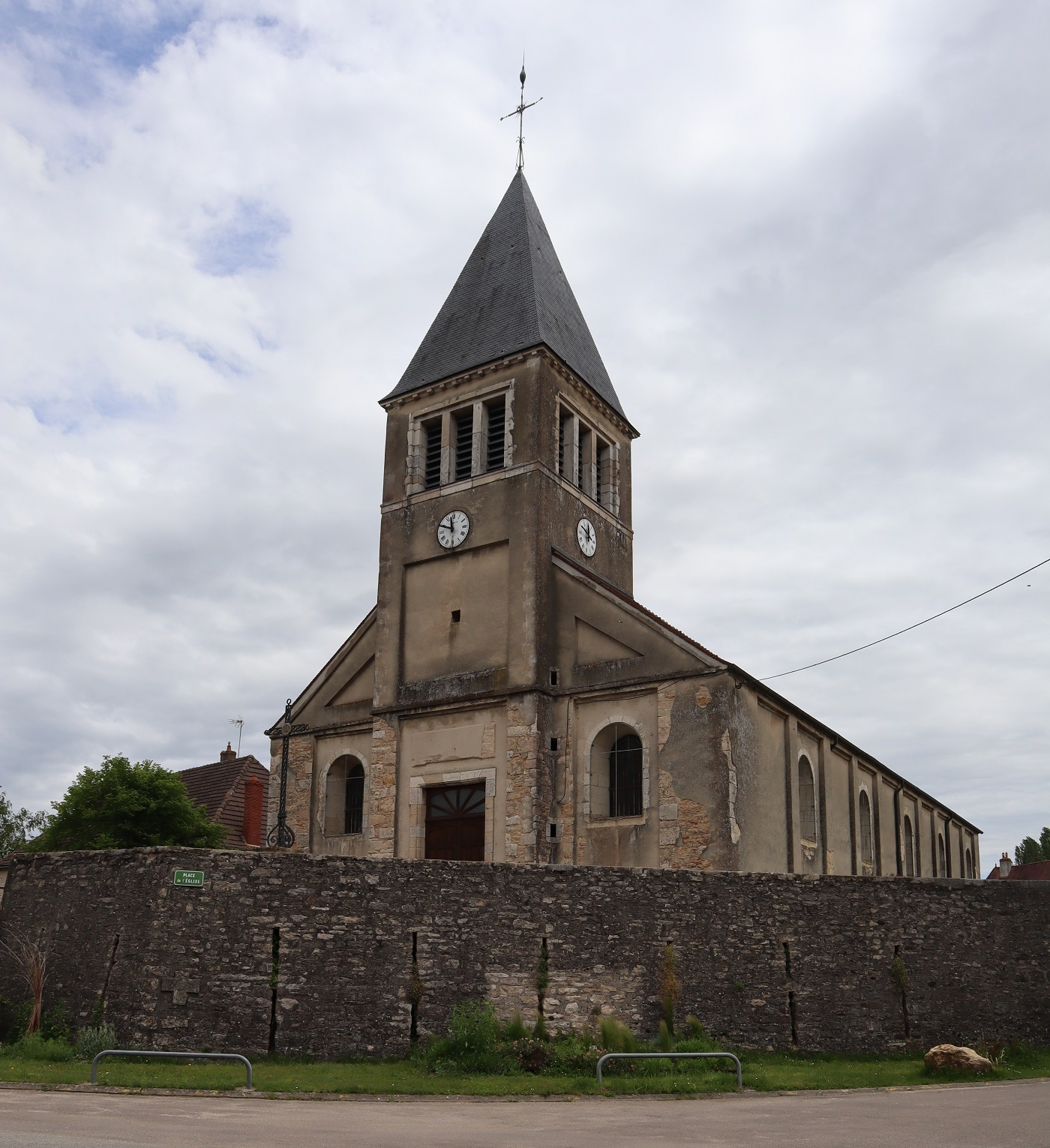
Église paroissiale.
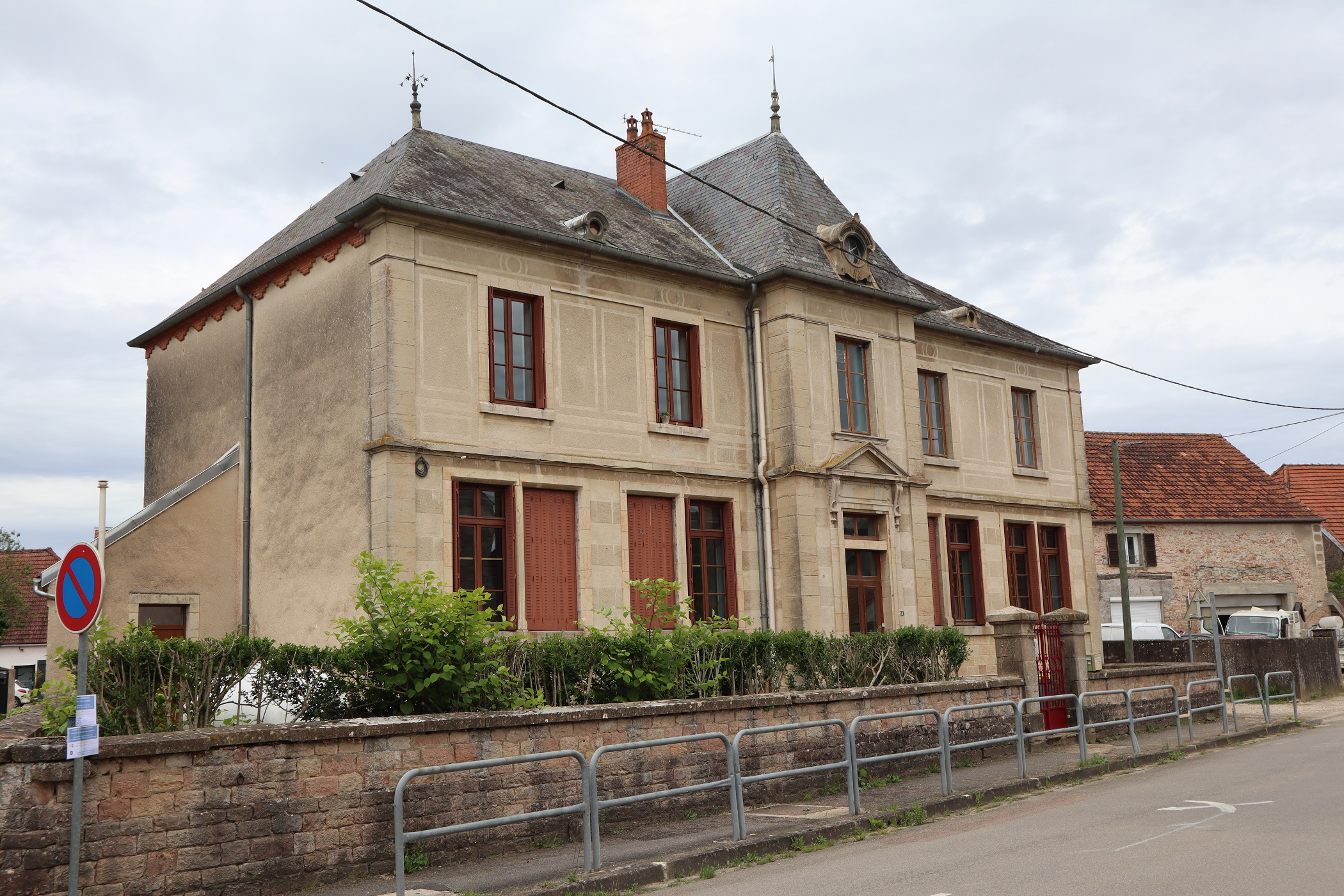
Ancienne école de filles.
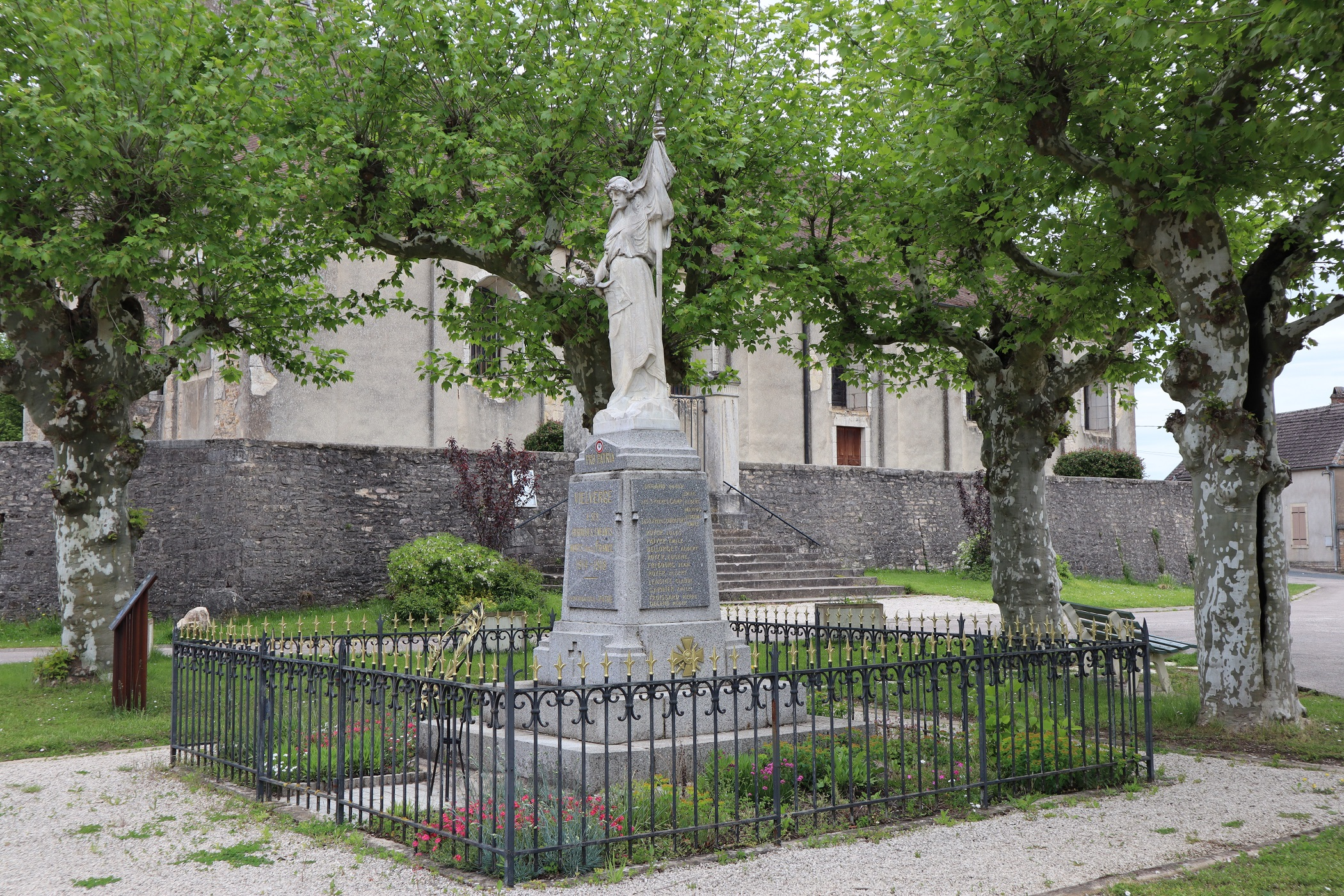
Monument aux morts.

## Héraldique
| Blason de Vielverge | Blason  | D'azur au lion d'argent, à la bordure de gueules. |
| Blason de Vielverge | Détails | Le blason actuel date de 1989, il est le résultat d'un travail d'ensemble entrepris dans tous les départements, en accord avec la direction des Archives de France, afin de doter toutes les communes d'une marque symbolique urbaine et de réviser la composition graphique de celles existantes. Pour Vielverge, le dossier a été établi par monsieur le chanoine Marilier. Ce dernier explique ses choix de la façon suivante : « En l'absence de toute caractéristique historique utilisable, la Commission d'héraldique a voulu rappeler le fait que pendant toute la période historique médiévale et longtemps encore, Vielverge a fait étroitement partie de la seigneurie de Pontailler. Les sires de Pontailler portaient un lion dans leurs armes. On a cru devoir le rappeler ici. » Le conseil municipal de l'époque a approuvé ce dessin présenté par madame Françoise Vignier, directrice des Services d'archives de la Côte-d'Or, secrétaire de la Commission départementale d'héraldique. Le statut officiel du blason reste à déterminer. |